# إتش جي. ديفيس جونيور
إتش جي. ديفيس جونيور (بالإنجليزية: H. G. Davis, Jr.)‏ هو صحفي أمريكي، ولد في 14 يونيو 1924، وتوفي في 16 أغسطس 2004.